# DZ Bank
DZ Bank AG er en tysk bank-overbygning og virksomhed. Den fungerer som en centralinstitution og serviceorgan for 800 samarbejdende banker og deres 8.500 filialer.